# Záviš ze Stružnice
Záviš z Klinštejna byl šlechtic z starobylého rodu Ronovců, který si zřejmě postavil koncem 13. století severně od České Lípy nevelký hrad Klinštejn a jehož potomci požívali přídomek pánů z Klinštejna, jsou uváděni jako Klinštejnové.

## Původ Závišův
Záviš byl pravděpodobně synem Častolova, zvaného později jako Čeněk z Lipé, o němž se zachovaly záznamy z let 1250 – 1278. Existence Záviše je doložena v letech 1281 až 1291. V roce 1281 byla sepsána listina (dnes je v drážďanském archivu) , kdy se rozhodl za škody učiněné řádu německých rytířů dát náhradou ves Volfartice 

## Záviš a majetek
Záviš je uváděn v roce 1291 jako purkrabí na hradu Houska, který se nalézá jižně od České Lípy. A jako zakladatel dřevěného hradu Klinštejn (Klingestein) severně od České Lípy u obce Horní Libchava. Je ovšem možné, že se stavbou Klinštejna začal už Závišův otec Čeněk. Hrad jemu a potomkům umožnil vystupovat jako Páni z Klinštejna. Oproti ostatním potomkům Ronovců (např. Páni z Lipé, Berkové z Dubé) dostal Záviš majetek menší.  
Záviš je zaznamenán jako vlastník vesnic Stružnice, Volfartice, Habartice. 

## Potomci Záviše
Záviš měl zřejmě hodně potomků. Někteří se psali z Klinštejna, jiní z nedalekého Žandova, kde se také usadili. Záznamy dosvědčují existenci Púty z Klinštejna roku 1339, který se již roku 1340 píše s predikátem ze Žandova. Je zaznamenán i Závišův syn Bohuněk.
Je pravděpodobné , že Závišovi potomci založili řadu větví, známí jsou v této souvislosti Míčanové, Škvorečtí a Kokořínští.